# Limonia brunettiella
Limonia brunettiella är en tvåvingeart som beskrevs av Alexander 1929. Limonia brunettiella ingår i släktet Limonia och familjen småharkrankar. Inga underarter finns listade i Catalogue of Life.